# Musée national d'histoire américaine
Pour les articles homonymes, voir Musée national d'histoire.
Le musée national d'histoire américaine (National Museum of American History) est un musée américain situé à Washington D.C.. Il fait partie de la Smithsonian Institution et regroupe plusieurs collections sur l'héritage et le patrimoine des États-Unis, cela dans tous les domaines (social, culturel, scientifique, politique et militaire).

## Galerie

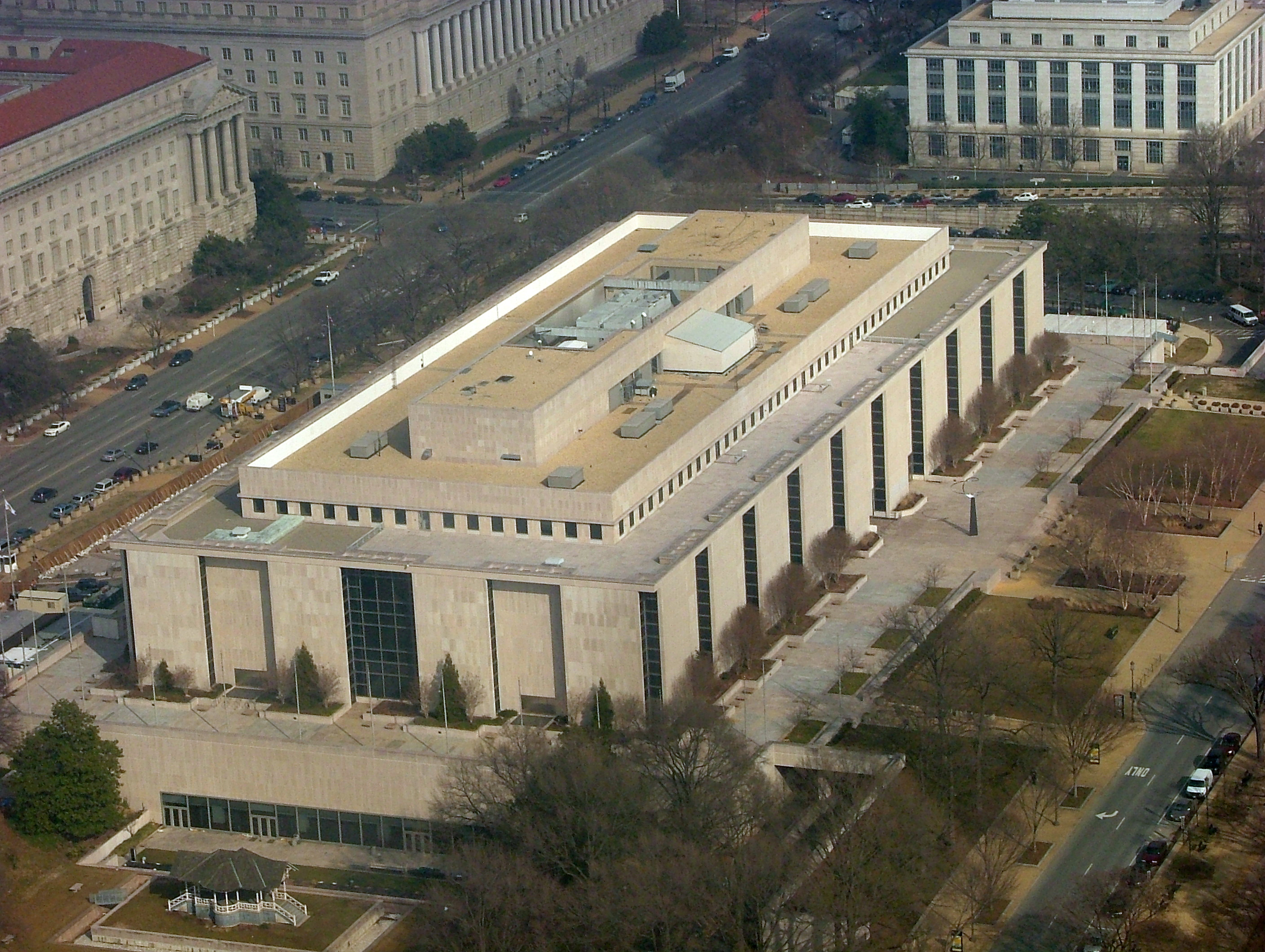
Vue aérienne du musée.
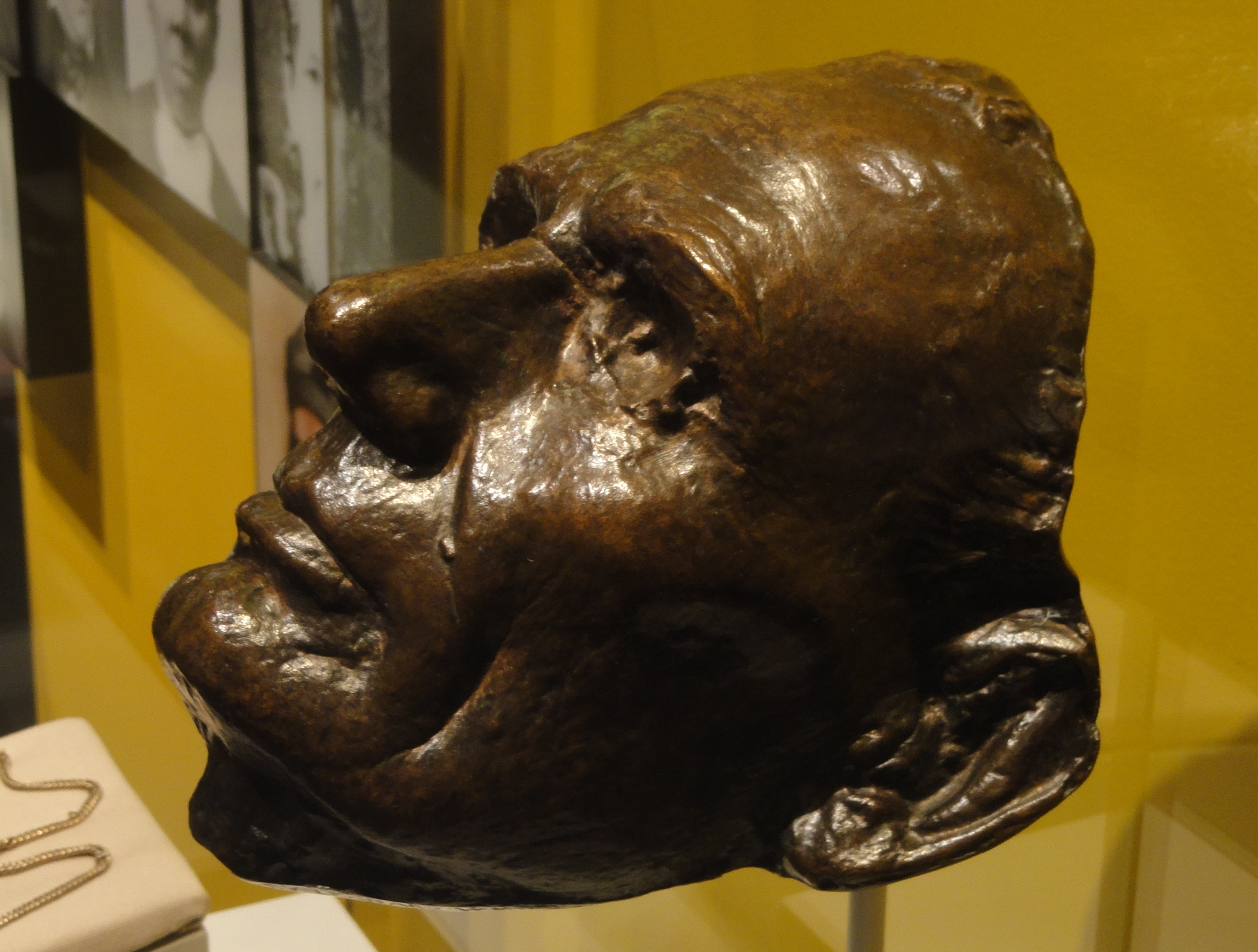
Masque mortuaire d'Abraham Lincoln.
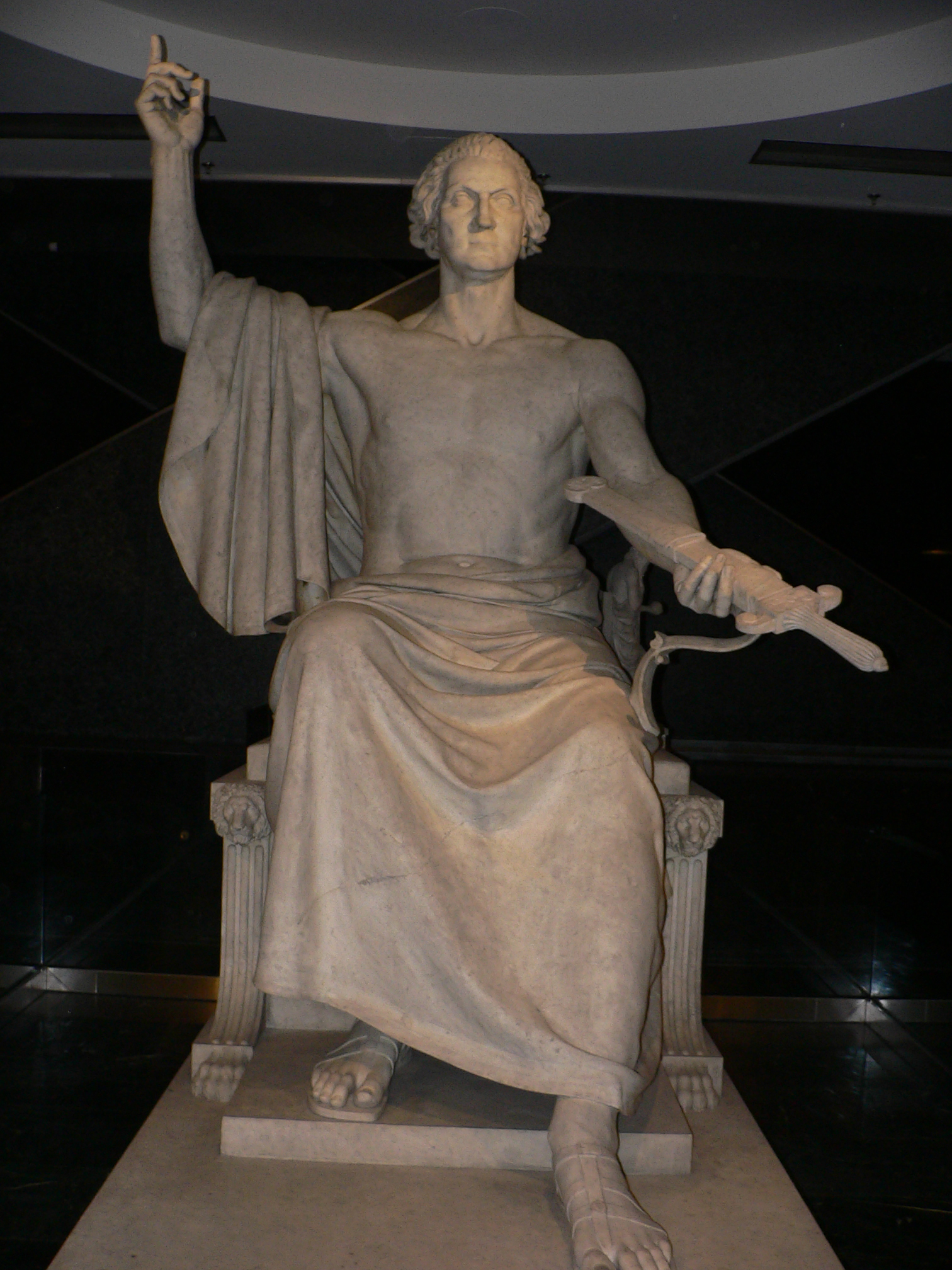
Statue de George Washington
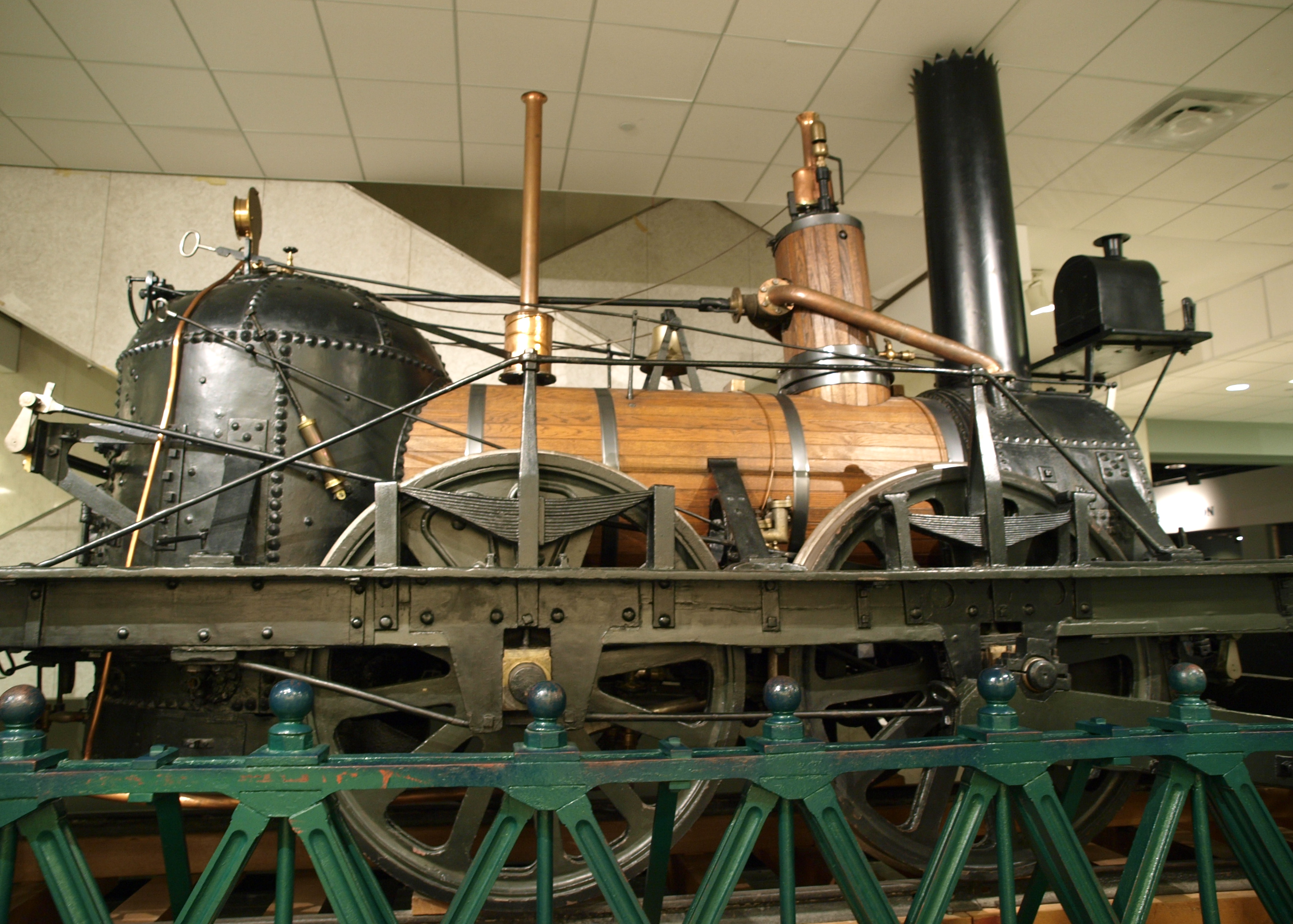
Locomotive John Bull.
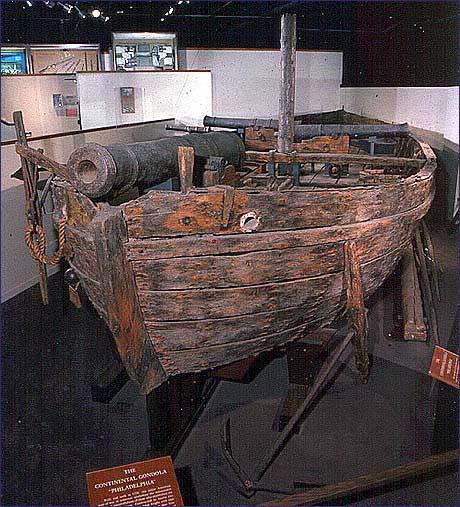
Le Philadelphia et ses canons, coulé lors de la bataille de l'île Valcour.
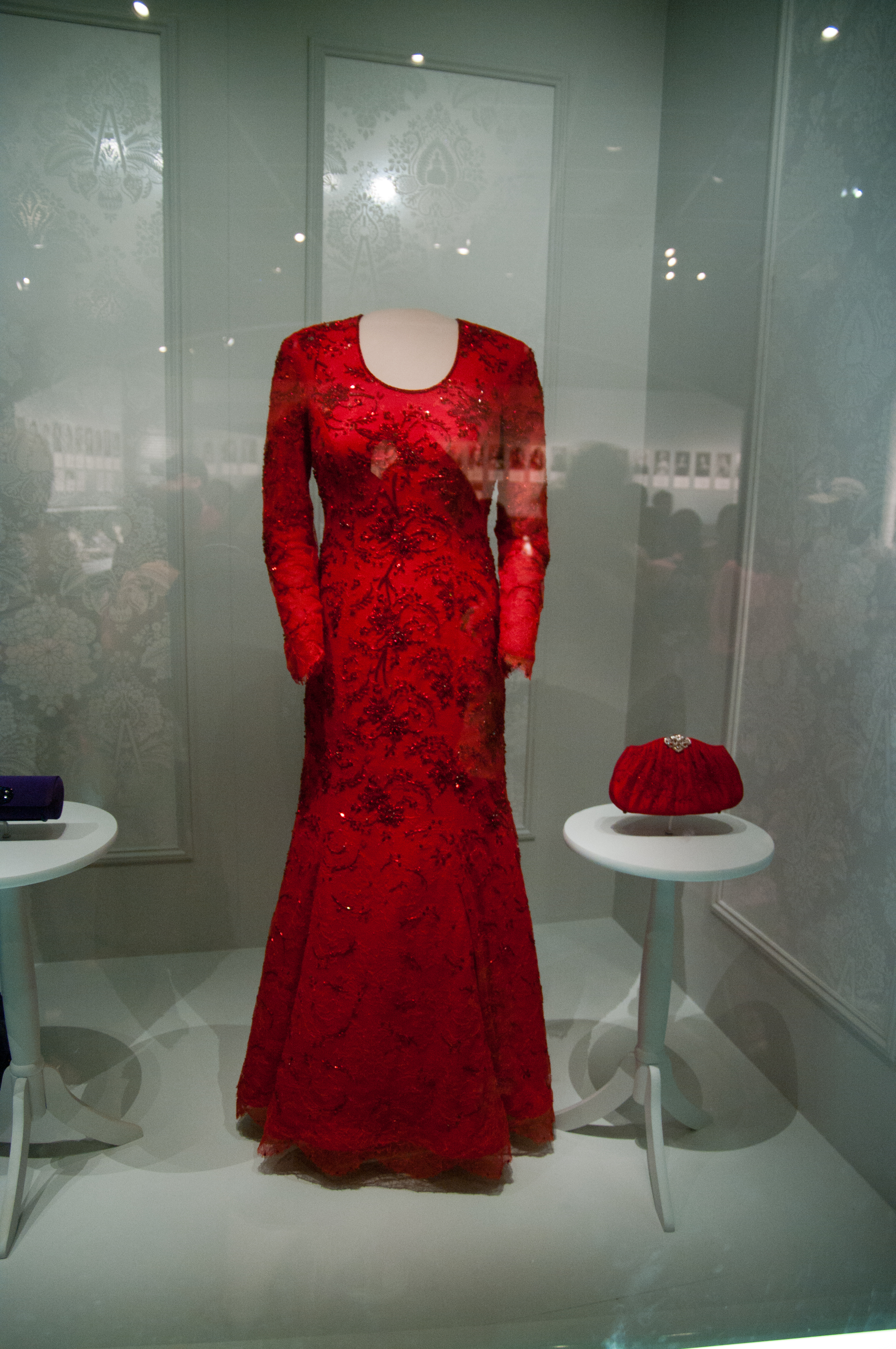
Robe de la première dame Laura Bush.
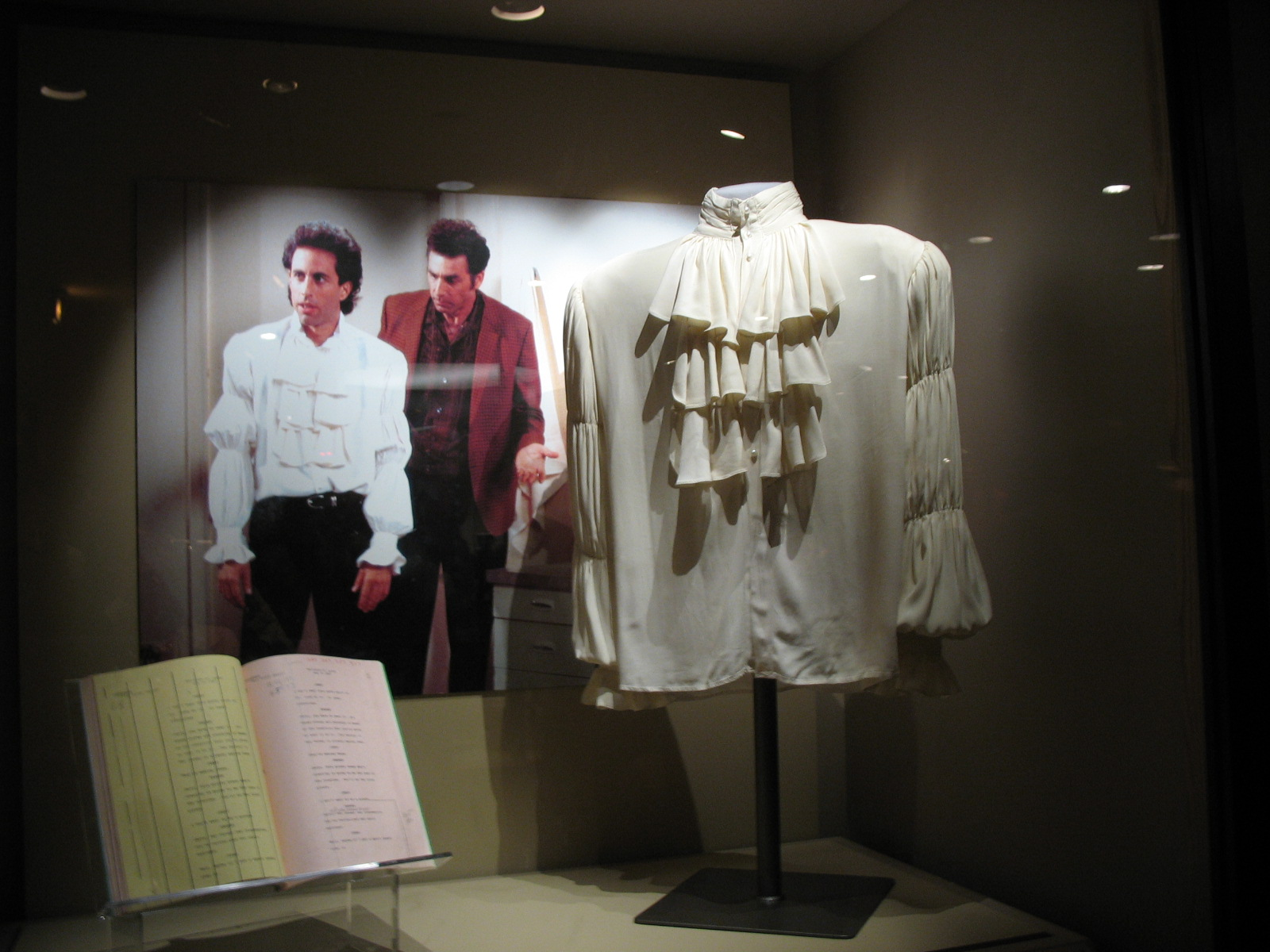
Chemise Puffy exposée au Musée national d'histoire américaine.
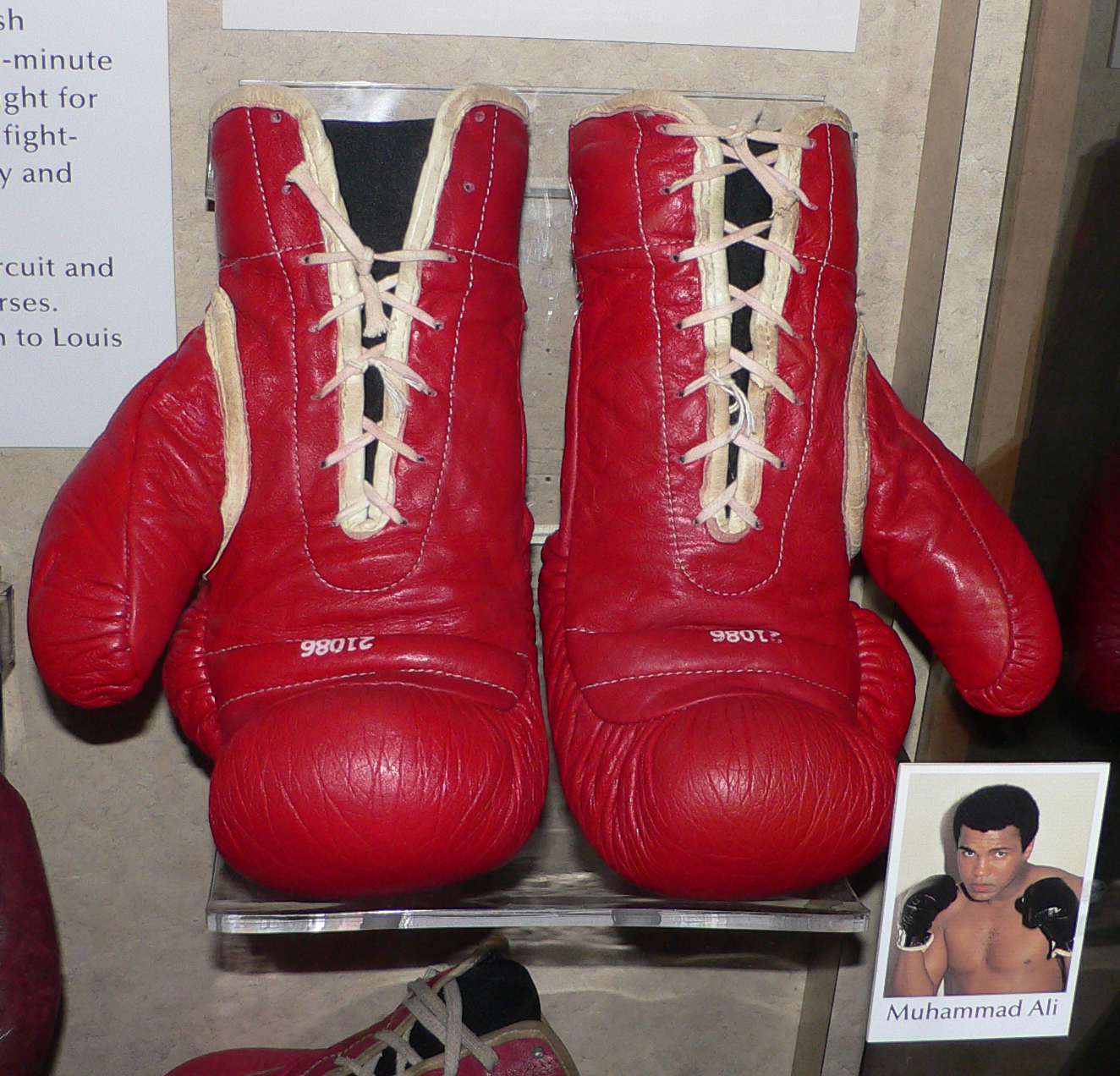
Paire de gants de boxe de Mohamed Ali.
Marionnette du long-métrage de fantasy de Jim Henson et Frank Oz Dark Crystal (1982)